# Ptericoptus borealis
Ptericoptus borealis är en skalbaggsart som beskrevs av Stefan von Breuning 1939. Ptericoptus borealis ingår i släktet Ptericoptus och familjen långhorningar. Inga underarter finns listade i Catalogue of Life.